# 윌 아이 앰
윌리엄 제임스 애덤스(William James Adams)는 윌 아이 앰(Will.i.am)으로 잘 알려진 미국의 래퍼, 프로듀서, 싱어송라이터, 그리고 기업인이다. 윌아이엠은 1990년대부터 퍼기, 타부, 애플딥과 함께 힙합 음악 그룹인 블랙 아이드 피스의 멤버로 활동하고 있다. 또한 마이클 잭슨, 푸시캣 돌스, 나스, 에이콘, 2NE1, 니키 미나즈, 셰릴 콜, 저스틴 팀버레이크와 같은 음악가들의 프로듀서를 맡고있으며, 미국의 대형 반도체 회사인 인텔의 이사다. 2019년 세계시민상(Global Citizen Award)을 수상했다.(미국 대서양협의회, Atlantic Council)

## 경력
윌아이엠은 1991년부터 힙합을 시작했다. 그는 당시 유명 갱스터그룹 N.W.A의 리더 Eazy-E가 그의 실력을 보고 자신의 회사인 Ruthless Record로 픽업된다. 그는 1992년 Eazy-E가 발표한 '5150: Home 4 Tha Sick'의 'Merry Muthafuckin' Xmas'에 참여한다. 1995년 Eazy-E가 사망한 후, 그는 레코드와 계약을 해제하고 블랙 아이드 피스를 결성했다. 블랙 아이드 피스는 발매하는 앨범마다 세계적인 성공을 거둔 미국의 대표적인 음악 그룹 중 하나이다.
윌아이엠은 2007년 평소 자신이 가장 존경한다고 하는 마이클 잭슨의 새앨범을 함께 작업하였고 그중 몇개의 곡은 스릴러 25주년 앨범에 포함되어 공개되었지만 대다수의 곡들이 아직 미공개 상태이다. 마이클잭슨이 사망한 후 미공개곡을 공개하라는 여론이 형성되자 마이클잭슨의 최종 OK사인이 없으면 공개할 수 없다는 입장을 밝혔다.
윌아이엠은 2008년에 개봉한 《마다가스카 2》에 성우 역할로 참여했고, 2009년 《엑스맨 탄생: 울버린》에 조연으로 출연했다. 또한 2011년 개봉한 《리오》에 성우 역으로 참여했다. 윌 아이엠은 K-Pop에 관심을 가지고 현재 2NE1의 프로듀서를 맡았었다. 그 후 2NE1 이후 한국 프로듀싱은 뜸 한 편 이다

## 기타
- 2008년 미국대선에서 버락 오바마 대통령을 지지하는 "Yes We Can"이라는 곡을 만들었고, 루다크리스, 커먼 등의 랩퍼들과 그의 당선을 지지했다.
- 2010년 아이티 대지진과 프로젝트 곡 "We Are The World" 25주년을 기념하기 위해, "We Are The World 25"에 참여했다.
- 2012년 tvN 《코미디 빅리그》시즌 2에서 개파르타의 양꾼기획에 특별게스트로 출연해 화제를 모았다.

## 음반 목록
- Lost Change (2001)
- Must B 21 (2003)
- Songs About Girls (2007)
- #willpower (2013)